# Ave (België)
Ave is een dorp in de Belgische provincie Namen dat deel uitmaakt van de deelgemeente Ave-et-Auffe van de stad Rochefort. Van 1795 tot 1826 was Ave een zelfstandige gemeente.
Het dorp is gelegen ten westen van Auffe aan de N86, de weg van Wellin naar Rochefort. 

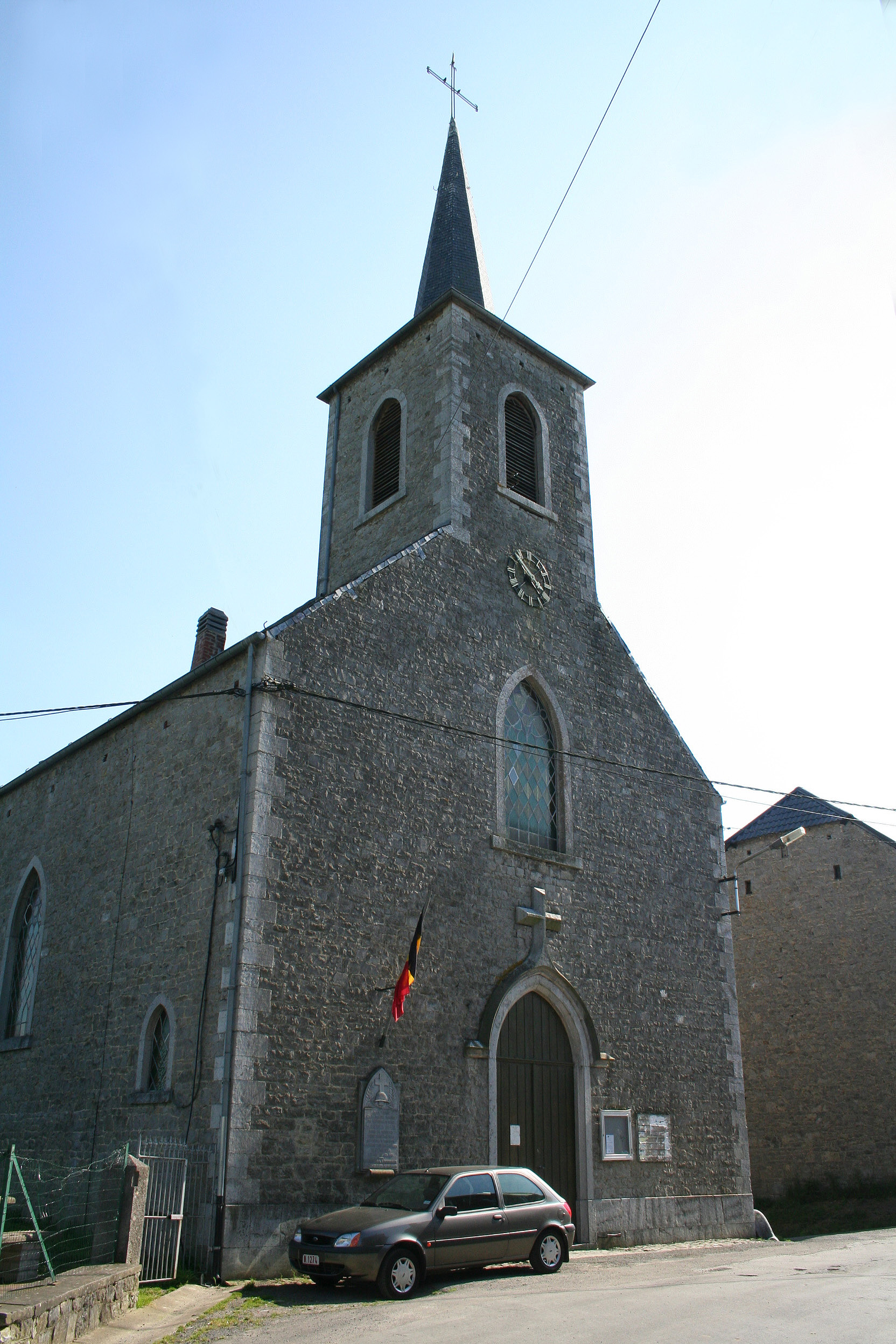
De Sint-Michielskerk

## Geschiedenis
Ave behoorde vanaf de 11de eeuw toe aan de abdij van Saint-Hubert en lag in het prinsbisdom Luik. Op het einde van de 12de eeuw werd de heerlijkheid Mirwart opgenomen en in 1293 werd ook Revogne een deel van de heerlijkheid. In 1478 stond de prins-bisschop van Luik Ave af aan de heerlijkheid Lavaux-Sainte-Anne dat tot het hertogdom Bouillon behoorde.
Bij de vorming van de gemeenten in 1795 werd Ave een zelfstandige gemeente met 154 inwoners (volkstelling 1801). Wegens het geringe aantal inwoners van Auffe (75 inwoners op het einde van 1823) werd die gemeente in 1826 opgeheven en bij Ave, dat op dat moment 168 inwoners telde,  gevoegd. Nochtans was er geen gemeenschappelijke geschiedenis tussen de twee gemeenten daar Auffe tot het hertogdom Luxemburg behoorde. De nieuwe fusiegemeente kreeg de naam Ave-et-Auffe.

## Sint-Michielskerk
Ave is een oude parochie met vanaf de 13de eeuw een afhankelijke kapel in Auffe. De Sint-Michielskerk van Ave dateert uit de 16de en 17de eeuw. Ze werd in 1966 volledig gerestaureerd en in 1977 beschermd als monument.

## Bekende inwoners
- Justine Henin

Deelgemeenten: Ave-et-Auffe · Buissonville · Éprave · Han-sur-Lesse · Jemelle · Lavaux-Sainte-Anne · Lessive · Mont-Gauthier · Rochefort · Villers-sur-Lesse · Wavreille

Overige dorpen en gehuchten: Auffe · Ave · Belvaux · Briquemont · Forzée · Frandeux · Génimont · Hamerenne · Havrenne · Jamblinne · Laloux · Navaugle · Vignée

Belgische gemeenten · arrondissement Dinant · provincie Namen · Wallonië